# Fritz Novotny (Musiker)

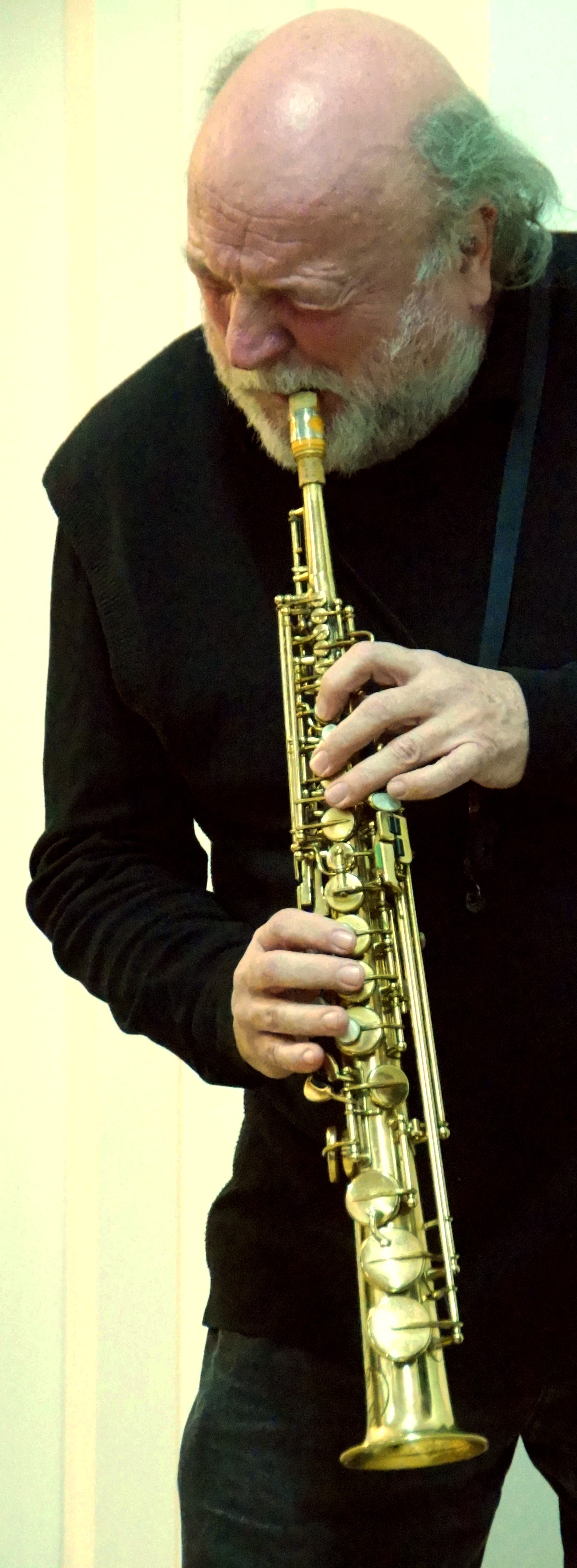
Fritz Novotny (2013)

Fritz Novotny (* 21. November 1940 in Wien-Döbling; † 7. Mai 2019 in Wien) war ein österreichischer Jazz- und Improvisationsmusiker (Sopransaxophon, Flöte) und Komponist.
Er galt als enfant terrible der österreichischen Jazz-Szene.

## Leben und Wirken
Fritz Novotny wuchs zusammen mit Kindern der amerikanischen Befreier und den Kindern des damaligen indischen Botschafter-Ehepaars auf, wodurch er bereits früh Zugang zu Jazz, gleichzeitig aber auch zu indischer Musik hatte. Zwar wurde er zum Klavierunterricht ab dem siebenten Lebensjahr genötigt, doch verbrachte er, nachdem die Mutter gestorben war, ab dem 8. Lebensjahr viel Zeit bei seinem Großvater, einem Geiger von professionellem Niveau, der Paganini übte und Hausmusik zusammen mit Symphonikern praktizierte, wobei er auch Eigenkompositionen spielte. Der Großvater brachte dem Enkel nicht nur europäische Kammermusik nahe, sondern vermittelte ihm vor allem seine Liebe zur Musik und weckte das Gespür, „von innen heraus“ zu spielen. Verzicht auf akademisch geforderte „technische Perfektion“ war dem Kind also von Anfang an kein Tabu.
Als Jugendlicher widmete Novotny sich jedoch zunächst dem Boogie-Tanzen: Er wurde in mehreren Wiener Bewerben ausgezeichnet.
Erste Versuche auf der Bambusflöte bezeichnet Novotny als „ver-suchend“, nennt aber die folkloristischen und abstrakten Momente in Yusef Lateefs Jazz And The Sounds Of Nature (1958) und die LP Mulligan meets Monk (1957) als richtungweisend für seine weitere Entwicklung; später begeisterte er sich für John Coltrane. Sein wenige Straßen weiter wohnender Freund Claus Mayrhofer war damals vor allem von Sonny Rollins beeindruckt.

### DerFreundeskreis
Aus dem Zusammentreffen mit Rolf Schwendter in einem Jugendlager in Cavallino-Treporti im Sommer 1958 ergab sich zunächst die Zugehörigkeit zu Schwendters Freundeskreis.
In diesem Rahmen entstand auf Novotnys Betreiben im selben Jahr der Klub Les Terribles, in dem Schallplatten gehört, Gedichte und literarische Texte (auch von Schwendter und Novotny) vorgetragen und oft akustisch improvisierend begleitet wurden – auf Instrumenten wie billigen Flöten und Gitarren, bis zum Kochtopf. Diese Zusammenkünfte fanden zunächst in Privatwohnungen oder Studentenlokalen statt; die Freundschaft zu Schwendter dauerte bis zu dessen Tod 2013.
Ende 1960 gründete Novotny, bereits im Hinblick auf Auftritte mit einer späteren eigenen Formation, den Jazzroom Schaukelstuhl im Hinterzimmer des damaligen Cafés Strauss, Alserstraße 16. Ab 1964 lernte er zunächst Klarinette, wechselte aber zum Missvergnügen seines Lehrers noch im selben Jahr auf das Sopransaxophon, woraufhin er sich autodidaktisch weiterbilden musste.

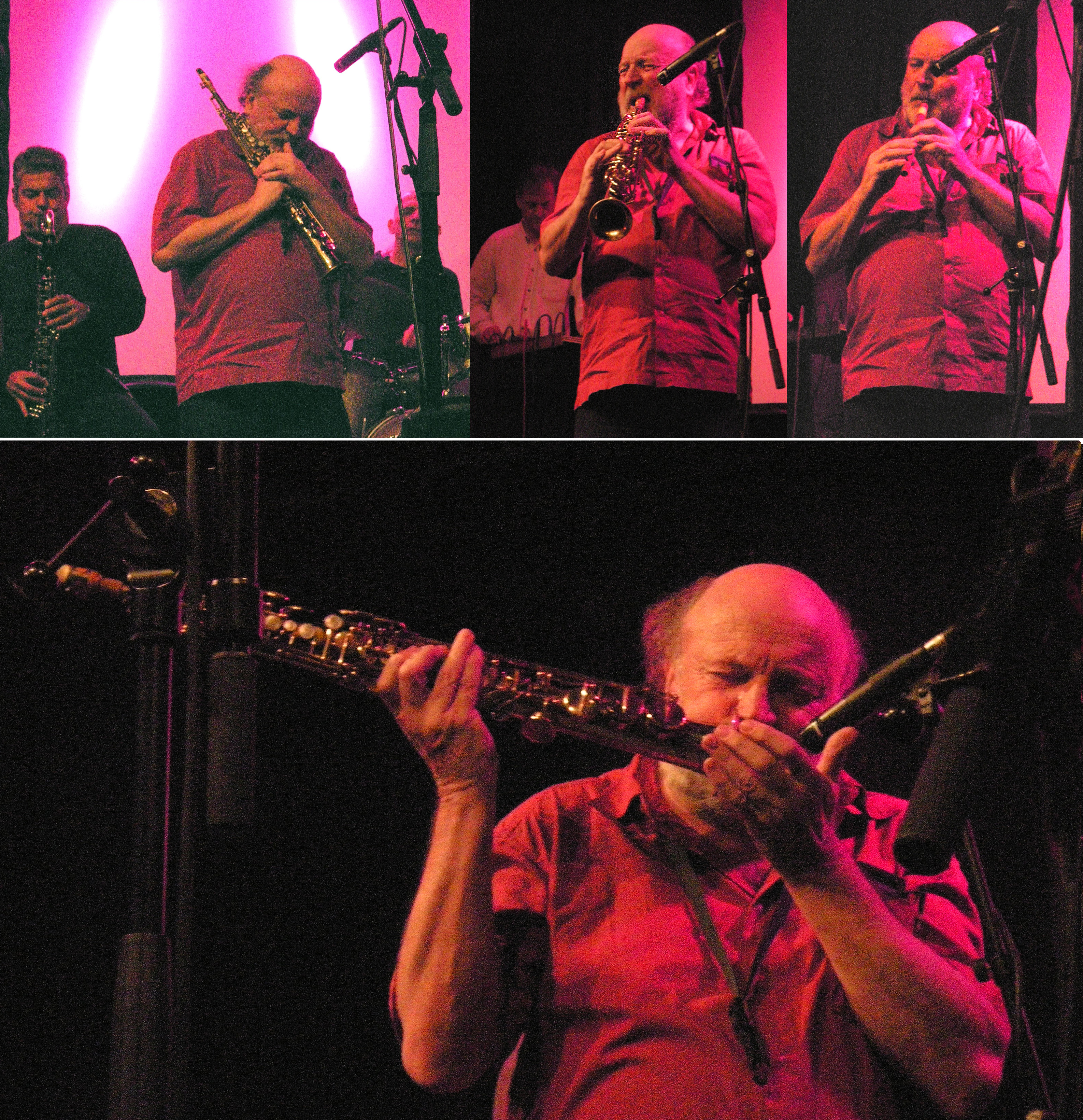
Novotny mit RAU, Porgy & Bess 2010.

### reformARTunit
Um 1965 gründete Novotny innerhalb des Freundeskreises einen Arbeitskreis Free Jazz, dessen Mitglieder gelegentlich als Danube Art Group oder auch als Reform Unit in Erscheinung traten. Im selben Jahr scheint er per Zeitungsinserat Mitglieder für eine ständige Formation rekrutiert zu haben. Das Jahr gilt demnach als Entstehungsjahr der Reform Art Unit (RAU; später reformARTunit geschrieben). „Harter Kern“ war das Reform Art Trio: (Fritz Kotrba, Schlagzeug; Sepp Mitterbauer, Klavier und Trompete; Novotny, Sopransaxophon, Flöten und kleine Perkussion), doch waren in der Unit von Beginn an 7–8 Musiker „mehr oder weniger ständig“ dabei. Erste nachgewiesene mediale Aufmerksamkeit erregte die RAU (und damit die Wiener Jazz-Avantgarde insgesamt) in der Arbeiterzeitung vom 15. Dezember 1967 durch Ankündigung eines Konzerts am 19. und kurze Information.
Ab Herbst 1968 wurde Kotrba, der zum Wehrdienst eingezogen war, durch Walter Malli vertreten, der dann bis zum Ende seines Lebens der Formation treu blieb. Noch im selben Jahr ergaben sich Kontakte zu den Trompetern Don Cherry und Ambrose Jackson, zum Bassisten Kent Carter und zum Schlagzeuger Sunny Murray, der dann bis 2007 mitwirkte.
Ab 1970 ist Giselher Smekal als wesentliches Mitglied der RAU zu nennen, 1975 stieß Paul Fields dazu, später Linda Sharrock und 1997 auch Milo Fine.
In Zusammenarbeit Novotnys mit Fields, Krbavac, Mitterbauer, Smekal entstanden Alben wie die Homages an Bela Bartok, John Cage, John Coltrane. An dieses Konzept knüpften an: Homage to Arnold Schönberg and Anton von Webern (1997), Suite Prague (1998), Homage to Josef Matthias Hauer (1999) sowie Thelonious Monk, Salvador Dalí, Alban Berg (1999). Diese Musiker studierten ebenso bei Victor Sokolowski wie die jüngeren RAU-Mitglieder Raoul Herget und Rudolf Ruschel.
Gruppierungen um Fritz Novotny, in diesem Geist und unter seiner Leitung, traten allerdings unter etlichen Namen auf: Danube Art Group (Mitte der 1960er); Reform Unit (1× notiert von Schwendter ~1965); Nature Music Ensemble (1970); Tasten (1984); Wide Fields (1982, 1985, mit Paul Fields); Styrian Improvising Ensemble (1986); improvising orchestra (1987);; Acting Four; Acting Seven (beides 1988); world music orchestra (1990); reform art orchestra (~2009). Seit Ende 2012 erscheinen Neueinspielungen und Kompilationen früherer Aufnahmen unter reformARTmusic.
Novotny starb im Mai 2019 im Alter von 78 Jahren an den Folgen eines Herzinfarkts.
Er wurde am Neustifter Friedhof bestattet.

### Wesentliche Gastsolisten
1968: Kent Carter, Don Cherry, Ambrose Jackson, Sunny Murray; 1970–1981: Ram Chandra Mistry; 1972: Carla Bley, Michael Mantler, J. R. Monterose, Barre Phillips; 1974–76 Peter Kowald; 1976: Evan Parker, Alexander von Schlippenbach; 1978: Anthony Braxton, Clifford Thornton; 1980–85 Linda Sharrock; 1981–84: Andrew Cyrille; 1982; Burton Greene, Glen Hahn; 1985: Louis Moholo; 1989–95: Leena Conquest; 1990: Brian Abrahams, Rabih Abou-Khalil, Jim Pepper – kurz: Das Who’s Who der internationalen Szene der kreativen Freejazzer.
Novotny trat mit der RAU auch international auf, etwa mit Konzerten in Jugoslawien (Hvar 1967, Jazzfestival Ljubljana 1972), Deutschland (New Jazz Meeting Altena 1973, Konstanz 1987), Griechenland (Ios und Athen, 1985), Ungarn (Budapest und Veszprém 1987, Budapest 2003), Tschechien (Prag 1998; 2004), Russland (Skif-Festival St. Petersburg 2002; Moskau, 2002), und in der Slowakei (Presov 2011).

### Schauspielerei
Der „Improkomposer“ wirkte auch in zwei Spielfilmen mit:
- Steig aus deinem Luftballon (Jörg A. Eggers, 1985; 100 min)
- Sunny’s time now (Dokumentation über Sunny Murray. Antoine Prum, 2008; 108 min).[16]

### Tonaufnahmen
Der früheste erhaltene Mitschnitt stammt vom April 1967: Zwei Minuten, veröffentlicht anlässlich Novotnys 50. Geburtstags, 1990, auf MC. Dies ist das älteste bislang aufgetauchte Tondokument des österreichischen Free Jazz.
Nennenswerte Tonaufnahmen wurden ab 1969 eingespielt, nämlich beim ersten einer Reihe von Konzerten der RAU im Wiener „20er Haus“ (Museum des XX. Jahrhunderts); dieses Konzert markiert den nationalen Durchbruch der Gruppe. Veröffentlicht wurden einzelne Nummern daraus erst später, nämlich erstmals in Darjeeling (1970), zuletzt in For John Coltrane and Pablo Picasso, 1996. Von der Kritik hervorgehoben wurde damals der Sitarspieler Ram Chandra Misty, der bis 1981 mitwirkte.
1968 trat das Reform Art Trio auch erstmals im Rundfunk in Erscheinung, nämlich in Hubert Gaisbauers Jugendprogramm auf Ö3. Walter Richard Langers Sendung auf Ö3, 1970, stellte unter dem Titel Jazz meets India die Platte Darjeeling und John Coltranes India gemeinsam vor – gleichsam ein „Ritterschlag“.
Gemeinsam mit den Masters of Unorthodox Jazz wurde im Jahr darauf die als Meilenstein österreichischer Jazzgeschichte geltende Doppel-LP Vienna Jazz Avantgarde veröffentlicht. Lothar Knessl brachte im Studio neuer Musik, einer Sendung die eigentlich der Konzertmusik vorbehalten war, Auszüge daraus, nachdem er das klassische Potenzial der Formation RAU erkannt hatte: Aufgrund der klassischen Ausbildung fast aller Mitglieder (nur Novotny ausgenommen), auch im Zwölftonspiel, wandte sich die Gruppe nämlich zusehends dem freitonalen Spiel zu, was ansatzweise bereits bei Vienna Jazz Avantgarde, deutlich aber in Metallische Gebilde erkennbar wurde.
Novotnys von Kindheit an bestehende Zuneigung zu folkloristischer Musik zeigte sich zunächst in seinen orientalischen Sounds und gipfelte 1980 beim Jazzfest Wiesen im Thema Pannonian Flower, das seither „Programm“ und Leitmotiv der RAU blieb.
Zusammenarbeit mit bildenden Künstlern gab es von Anfang an, da sich sowohl RAU als auch die Masters, von denen bald etliche auch in der RAU mitwirkten, im kreativen Umfeld der damaligen Wiener Kunstszene entwickelten und einige der Musiker (etwa Malli) auch malten. Dies schlägt sich in der Gestaltung der Cover nieder, von Franz Ringel (1971) bis Adolf Frohner (2011).

## Diskografie (Auswahl)
Ab 1968 entstanden mehr als 50 Tonträger (MCs/LPs/CDs) Novotnys und der RAU, die aber großteils vergriffen sind.
- Reform Art Unit: Darjeeling (1970)
- Masters of unorthodox Jazz / Reform Art Unit: Vienna Jazz Avantgarde (1971)
Diese zweite LP der RAU gilt als Meilenstein in der Geschichte des österreichischen Jazz.
- Three Motions Pannonian Flower (1982)
- Paul Fields / Fritz Novotny To James Joyce (1983)
- Reform Art Unit: BABEL (LP, 1987)
- Reform Art Unit: Clan Music Overdrive (1988)
- Reform Art Unit: Future Here and Now (CD, 1991)
- Reform Art Unit: For John Coltrane and Pablo Picasso (1996; Voves CD 9001 / RAU 1002; mit 2 Takes aus 1969).
- Reform Art Unit: 55 steps (CD, 1993)
- Reform Art Unit: Wiener U-Bahn-Kunst – Subway Performance (Doppel-CD und Buch, 2011).[26]
- Reform Art Orchestra: The Garden – Suite for Drago Prelog, (LP und CD, 2012)
- reformARTmusic: es steht geschrieben – Homage, for Walter Malli; (CD AR 20105, 2012)

## TV-Dokumentationen
Mit der RAU befassen sich folgende Dokumentationen des ORF:
- ARENA 70
- Jazz-Workshop 1972[27][28]
- Kontrapunkt 1976[29]
- To James Joyce (1985)

## Zitate
- „Das Kunststück, sich auf frei improvisierendem Wege assoziativ dem Klangbild der Zweiten Wiener Schule zu nähern, gelang Novotny erstmals durchgängig im Rahmen der CD Future Here and Now von 1991“.[30]
- „Die total improvisierte Musik der Reform Art Unit ist von den neuen Formen des Jazz inspiriert, aber nicht abhängig“ Kronenzeitung, Walter Vogel 1972.
- „Von der leisesten Bambusflöte bis zum elektrischen Inferno gibt es ungeschriebene Gesetze […]: Unter Verzicht auf Solos werden Entwürfe zur stilistisch-meditativen Verflechtung freigegeben.“ (Fritz Novotny zum Begriff Improkomposing)